# Saint-Pierre-Brouck
Pour les articles homonymes, voir Saint-Pierre.
Saint-Pierre-Brouck est une commune française, située dans le département du Nord, en région Hauts-de-France.

## Géographie

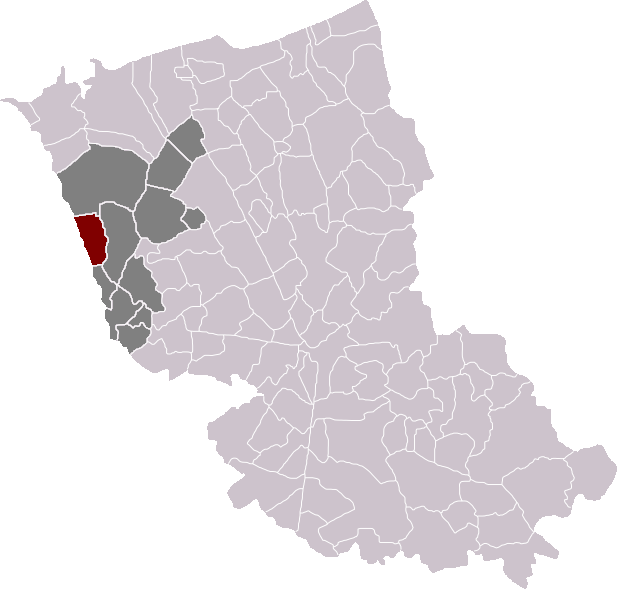
Saint-Pierre-Brouck dans son canton et son arrondissement.

Située au bord du fleuve Aa, la commune est limitrophe, à l'ouest, du département du Pas-de-Calais.

### Communes limitrophes
|                                     | Bourbourg           |                 |
| Sainte-Marie-Kerque (Pas-de-Calais) | Saint-Pierre-Brouck | Cappelle-Brouck |
| Ruminghem (Pas-de-Calais)           | Holque              |                 |

### Hydrographie

#### Réseau hydrographique
La commune est située dans le bassin Artois-Picardie. Elle est drainée par l'Aa canalisée, le canal de Calais, le watergang de l'Ouest de Saint-Pierrebrouck, le watergang du Chemin Vert et le watergang Denna,,.
L'Aa est un fleuve côtier Aa canalisée, d'une longueur de 89 km, prend sa source dans la commune d'Arques et se jette  dans la mer du Nord· à Gravelines. La section traversant la commune est canalisée.
Le canal de Calais est une des branches qui relient les voies d'eau des Hauts-de-France à la Manche/mer du Nord. Il va de Ruminghem à Calais via Ardres.

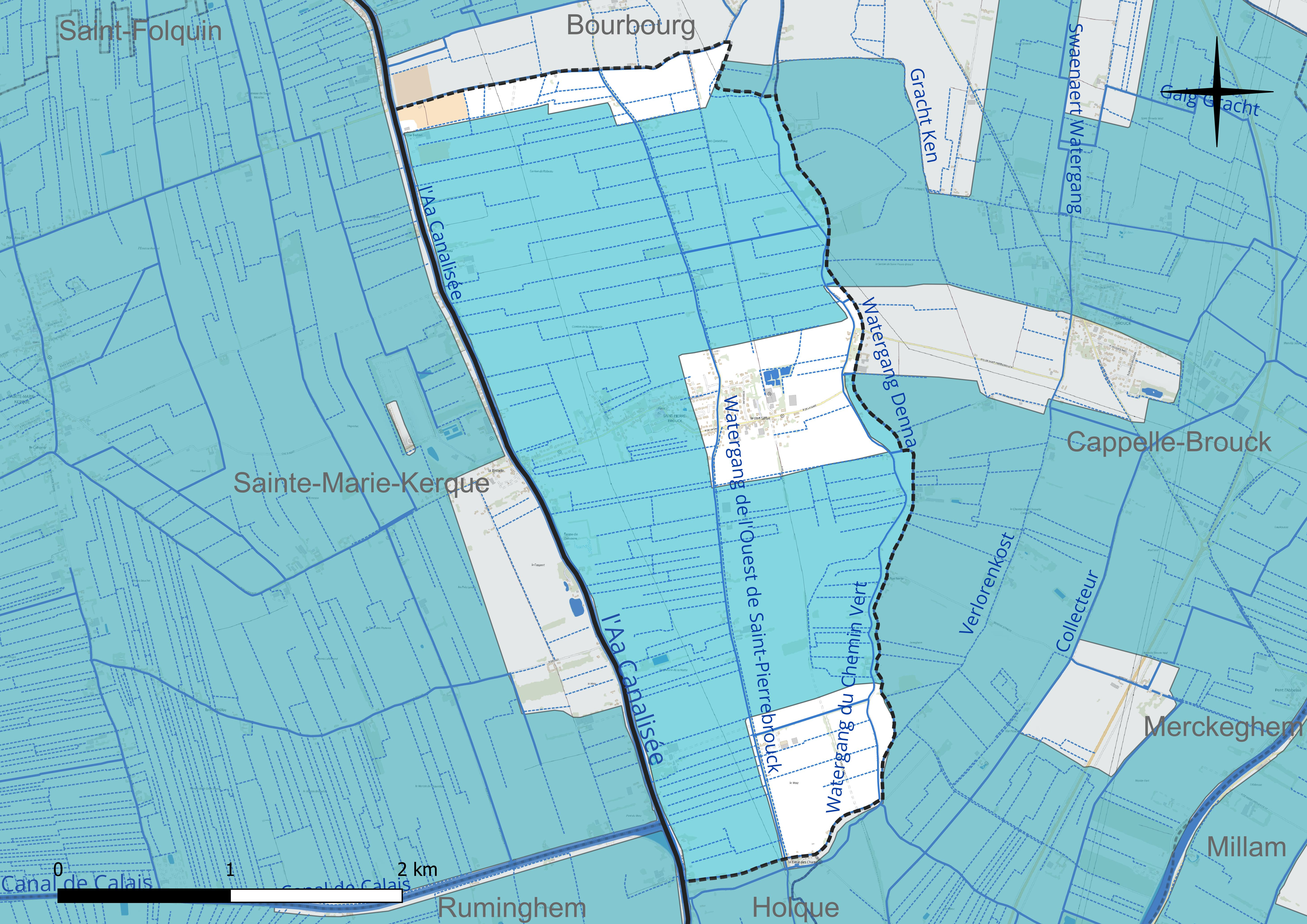
Réseau hydrographique de Saint-Pierre-Brouck.

#### Gestion et qualité des eaux
Le territoire communal est couvert par le schéma d'aménagement et de gestion des eaux (SAGE) « Delta de l'Aa ». Ce document de planification concerne un territoire de 1 208 km2 de superficie, délimité par le bassin versant de l'Aa. Le périmètre a été arrêté le 18 août 2000 et le SAGE proprement dit a été approuvé le 15 mars 2010. La structure porteuse de l'élaboration et de la mise en œuvre est l'Institution intercommunale des Wateringues.
La qualité des cours d'eau peut être consultée sur un site dédié géré par les agences de l'eau et l'Agence française pour la biodiversité.

### Climat
Pour des articles plus généraux, voir Climat des Hauts-de-France et Climat du Nord.
En 2010, le climat de la commune est de type climat océanique altéré, selon une étude du CNRS s'appuyant sur une série de données couvrant la période 1971-2000. En 2020, Météo-France publie une typologie des climats de la France métropolitaine dans laquelle la commune est exposée à un climat océanique et est dans la région climatique  Côtes de la Manche orientale, caractérisée par un faible ensoleillement (1 550 h/an) ; forte humidité de l'air (plus de 20 h/jour avec humidité relative > 80 % en hiver), vents forts fréquents.
Pour la période 1971-2000, la température annuelle moyenne est de 10,8 °C, avec une amplitude thermique annuelle de 13,5 °C. Le cumul annuel moyen de précipitations est de 717 mm, avec 12,1 jours de précipitations en janvier et 7,8 jours en juillet. Pour la période 1991-2020, la température moyenne annuelle observée sur la station météorologique la plus proche, située sur la commune de Watten à 7 km à vol d'oiseau, est de 11,3 °C et le cumul annuel moyen de précipitations est de 822,8 mm,. Pour l'avenir, les paramètres climatiques de la commune estimés pour 2050 selon différents scénarios d'émission de gaz à effet de serre sont consultables sur un site dédié publié par Météo-France en novembre 2022.

## Urbanisme

### Typologie
Au 1er janvier 2024, Saint-Pierre-Brouck est catégorisée bourg rural, selon la nouvelle grille communale de densité à sept niveaux définie par l'Insee en 2022.
Elle est située hors unité urbaine. Par ailleurs la commune fait partie de l'aire d'attraction de Dunkerque, dont elle est une commune de la couronne,. Cette aire, qui regroupe 66 communes, est catégorisée dans les aires de 200 000 à moins de 700 000 habitants,.

### Occupation des sols
L'occupation des sols de la commune, telle qu'elle ressort de la base de données européenne d'occupation biophysique des sols Corine Land Cover (CLC), est marquée par l'importance des territoires agricoles (95,4 % en 2018), en diminution par rapport à 1990 (97,1 %). La répartition détaillée en 2018 est la suivante : 
terres arables (95,4 %), zones urbanisées (4,6 %). L'évolution de l'occupation des sols de la commune et de ses infrastructures peut être observée sur les différentes représentations cartographiques du territoire : la carte de Cassini (XVIIIe siècle), la carte d'état-major (1820-1866) et les cartes ou photos aériennes de l'IGN pour la période actuelle (1950 à aujourd'hui).

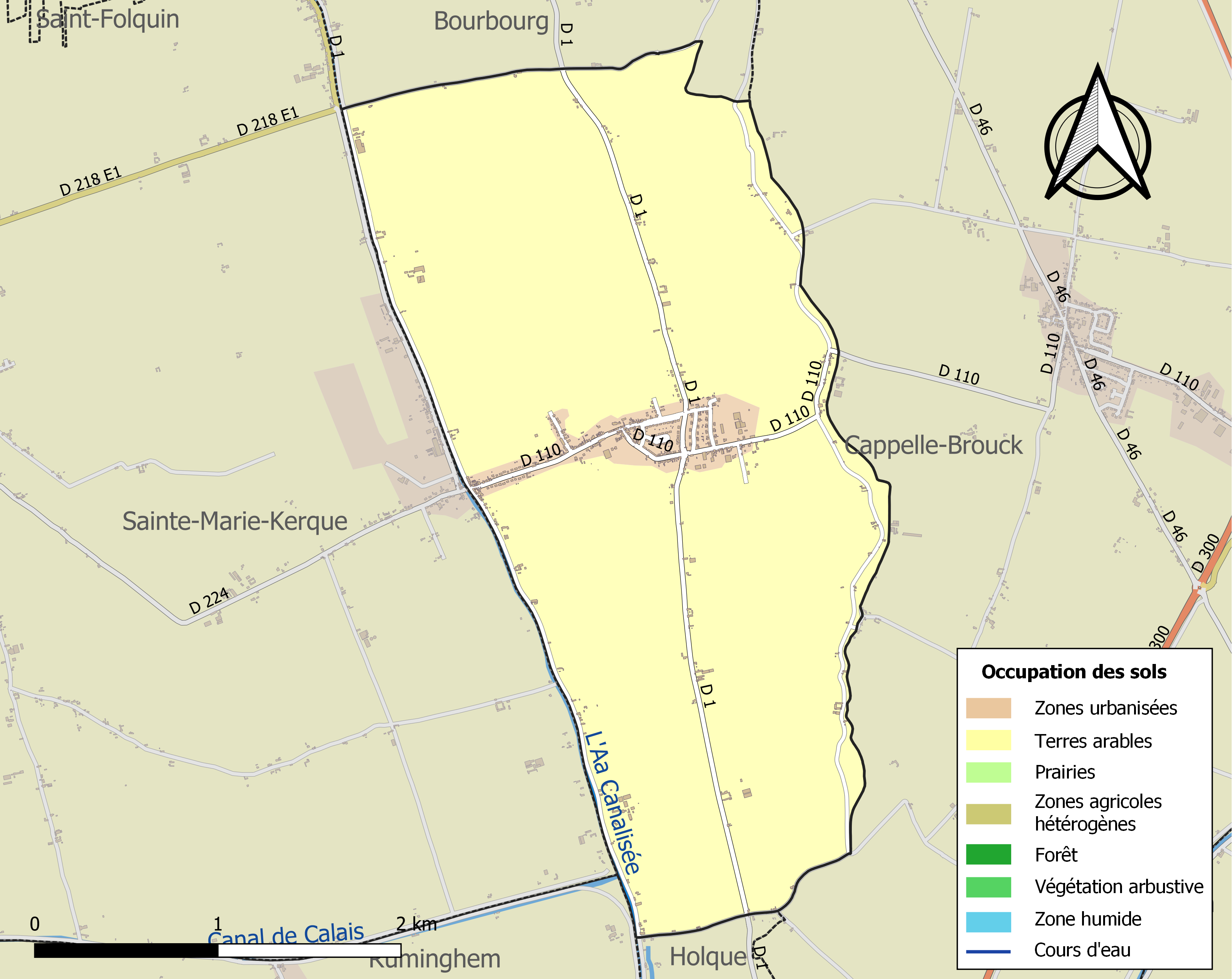
Carte des infrastructures et de l'occupation des sols de la commune en 2018 (CLC).

## Toponymie
Le village tient son nom de celui que lui donnèrent les moines qui l'ont créé : Sancti Petri Brocho signifiant « le marais de Saint-Pierre ».
Durant la Révolution, la commune porte les noms de Brouck-Libre et de Marais-Libre. Son nom en néerlandais : est Sint-Pietersbroek, littéralement « le marais de Saint-Pierre ».
Ses habitants sont appelés les Saint-Pierrebrouckois.

## Histoire

### L'assèchement du marais (du Moyen Âge à Louis XIV)
Les villages de Saint Pierre-Brouck et de Cappelle-Brouck n'ont longtemps été que des marais (broek) : les eaux alimentées par l'Aa noyaient la terre située en dessous du niveau de la mer. En outre, le sol recevait les eaux de ruissellement des villages proches situés plus hauts : Ruminghem, Audruicq, Millam ou Looberghe, sans parler des transgressions marines comme la transgression marine Dunkerque II ou des invasions marines lors des fortes marées et tempêtes.
La région fut placée sous l'autorité du comte de Flandre, initialement nommé par le roi pour défendre ces contrées des invasions, notamment les invasions normandes. Le comte administrait la région, rendait la justice, commandait les gens d'armes, récoltait les impôts et faisait exécuter les ordres du roi. À l'époque de la féodalité, les comtes s'affranchirent du pouvoir royal, devinrent de puissants seigneurs capables de rivaliser avec le roi.
Vers 1100, les comtes de Flandre (Thierry d'Alsace et Philippe d'Alsace) entreprennent des travaux d'assèchement des terres marécageuses situées entre Watten et Bourbourg (voir watringue). L'asséchement est confié en partie à des hommes libres : ils reçoivent un lopin de terre asséchée ; en échange ils doivent entretenir les digues et faire des travaux pour que l'eau ne revienne pas.
L'abbaye de Watten devait chaque année un faucon au comte de Flandre pour la terre qu'elle possédait à Saint-Pierre-Brouck. Entre 1128 et 1167, Thierry d'Alsace fait remise à l'abbaye de cette obligation; à ce moment, la terre en question était tenue en fief par Fredelinde et son fils Erembold.
Les comtes distribuent surtout les marais aux abbayes et aux églises à charge pour elles de les mettre en valeur. Le marais de Saint-Pierre-Brouck revient aux moines de l'abbaye d'Hasnon qui entreprennent d'assécher les marais situés entre l'Aa et Bourbourg et construisent l'église Saint-Pierre. Ces moines ont créé le village : Sancti Petri Brocho = marais de Saint-Pierre = Saint Pierre-Brouck. Ils détiennent sur Saint-Pierre-Brouck de l'ordre de 260 mesures, soit 115-120 hectares.
Le village a ainsi pris naissance en 1065 et s'est agrandi en 1113. Le blason de la commune (aux 4 clés) date de 1114.
Jusqu'à la Révolution française, Saint-Pierre-Brouck relevait de la châtellenie de Bourbourg. La paroisse était le siège d'une ammanie ou mairie (l'amman est le représentant du châtelain avec pouvoirs administratifs, de justice) recouvrant le territoire de la commune sauf la seigneurie dite d'Hasnon.
Avant la Révolution, la paroisse était incluse dans le diocèse de Thérouanne, puis à la disparition de celui-ci dans le diocèse de Saint-Omer.
À la veille de Révolution, en 1750, l'église du village détient quelques terres, (d'une église à une autre, les situations sont très inégales) situées pour l'essentiel dans la paroisse. Ces biens sont administrés par un « conseil de la fabrique »; les terres sont louées et le produit de la location entre en recettes dans les comptes de l'église. L'église de Saint-Pierre-Brouck, une des moins bien loties de la châtellenie de Bourbourg, possède 6mesures de terre, soit moins de 3 hectares. Le curé a droit à la portion congrue, dont le montant augmente selon le nombre de vicaires. À côté, la table des pauvres de chaque paroisse détient également quelques terres destinées à aider les indigents, celle de Saint-Pierre-Brouck est tout aussi démunie que l'église, et en possède que quelques ares.

### Les seigneuries
Plusieurs fiefs nobles existaient sur Saint-Pierre-Brouck. Les deux plus importants étroitement liés étaient la seigneurie du Wez et celle de La Motte.

#### Seigneurie du Wez
Le Wez ou Weys, Weede, Ywedde, était une seigneurie, un fief noble, comprenant le château avec les fossés et la basse cour avec 74 mesures de terre (environ 33 hectares) sur Saint-Pierre-Brouck et Cappellebrouck avec différents droits (perception de certains impôts) attachés.
Les seigneurs du Wez ont marqué l'histoire du village et des villages voisins, dont ils détiennent souvent des fiefs. Ils possédaient un château. On peut encore en voir la ferme, les écuries, les douves (fossés entourant le château), une tour de gué, une conciergerie, des salles de garde. Menaçant de s'effondrer, il a été rasé en 1986.
Jusqu'en 1418, le fief appartient à Ernoul du Wez, seigneur du Wez et de la Motte (voir ci-dessous). Il meurt en 1418 et sa pierre tombale se trouve encore de nos jours dans l'église (voir ci-dessous). Son fils Georges du Wez lui succède. Les propriétés de ce Georges du Wez sont ravagées lors des troubles liés au siège de Calais, alors aux mains des Anglais, en 1436. Il meurt en 1452 (il s'agit probablement du Georges se trouvant également dans l'église). Arrive Charles du Wez (Carel van den Ywedde en flamand), fils de Georges.
Les années 1487-1489 sont troublées : le pays subit les affrontements entre la France et Maximilien Ier, détenteur du comté de Flandre à la suite de son mariage avec Marie de Bourgogne, fille de Charles le Téméraire. Les Français prennent une partie de la région dont le château du Wez en 1487, mais cette domination française est mal acceptée. Dès 1489, des représentants de Maximilien s'en emparent de même que du château d'Éperlecques, en même temps que Bourbourg, Gravelines, etc..
La seigneurie passe à François Ier du Wez, son fils, écuyer. Lui succède Jean du Wez, son héritier. Jean meurt sans postérité. Le fief revient à son frère François II du Wez, chevalier (la famille connait une ascension sociale, chevalier est supérieur à écuyer). En hérite son fils Jacques du Wez, chevalier, époux de Marie Brusset, fille de Cornil Brusset, gouverneur de Bourbourg. Ledit Cornil Brusset, fait l'objet le 19 décembre 1609 de lettres de chevalerie données à Bruxelles : il est seigneur d'Ingelbert, gouverneur de la ville de Bourbourg, sert depuis 27 ans en qualité de capitaine et gouverneur, a été blessé deux fois et est issu de noble génération. Son père est mort gouverneur de Bourbourg en 1603 et son grand-père est mort gouverneur et capitaine de Gravelines en 1540.
François III du Wez, fils de Jacques devient le nouveau titulaire en 1612. Lui succède François IV du Wez, son fils. En 1626, ce François IV, chevalier, est bourgmestre (c'est-à-dire 1er échevin) de Bourbourg, et époux de Marguerite van Rye, lequel possède également la seigneurie de Locre sur Looberghe, du fait de son mariage. À la suite de la prise de Gravelines par les Français en 1644, ceux-ci s'emparent du château du Wez.  Arrive alors Antoine François Ier du Wez, chevalier, bourgmestre de Bourbourg de 1658 à 1668, époux d'Anne Isabelle Lobello. Il meurt probablement en 1684. (Cet Antoine François  du Wez, époux d'Anne Elisabeth Lobello, fille de don Juan Baptiste Lobelo, capitaine, possède également un autre fief sur la même paroisse en 1657, date à laquelle il le vend et encore un fief sur Capelle-Brouck qu'il vend également en 1686 à un membre de la famille de Schodt de Bourbourg dont il est également question ci-dessous.
Antoine François II du Wez relève la seigneurie du Wez en 1684. Puis elle passe à André François du Wez, frère d'Antoine François et ensuite à un autre frère Louis Godefroy du Wez, écuyer. Les frères ont également une sœur Scholastique.
Louis Godefroy du Wez vend le fief et la seigneurie du Wez, soit les 74 mesures et 37 mesures venant d'autres possessions, et l'ammanie à Louis Maurice Arnaud-Jeanty, négociant, entrepreneur des travaux du roi à Dunkerque pour un montant de 10 000 livres en prix principal avec quelques annexes dont une rente viagère et quelques locaux dans le château. S'il n'était pas encore noble, l'acheteur le devient du fait de cette acquisition, les bourgeois s'anoblissant souvent de cette manière. En même temps, cet Arnaud-Jeanty achète en 1725, un autre fief détenu par la famille sur Capelle-Brouck.
Louis Maurice Arnaud Jeanty transmet la seigneurie du Wez à son fils Louis Nicolas Arnaud Jeanty.

#### Seigneurie de La Motte
La Motte est un autre fief noble lié au château avec 101 mesures de terre (environ 45 hectares) sur Saint-Pierre-Brouck, ainsi que différents droits et revenus. Le fief de l'ammanie et mairie de Saint-Pierre-Brouck était un fief distinct relevant de cette seigneurie.
Le seigneur de la Motte était maître portier de l'abbaye de Watten : il devait assurer la garde de la porte de l'abbaye sur demande de celle-ci et recevait une rémunération à cette fin.
La seigneurie de La Motte appartient avant le XVe siècle à la famille du Wez. Elle y reste jusqu'en 1676. En 1676, Antoine François Ier du Wez, seigneur du Wez et de La Motte, déjà rencontré ci-dessus, époux d'Anne Lobello, vend la seigneurie de La Motte à Claude Begat, seigneur de Laghette, échevin puis bourgmestre de Bourbourg, époux d'Isabelle Marie de Wachtere. Pour faire son achat Claude Begat dut vendre, avec la permission du Roi, son office de major et capitaine des portes de Gravelines.
En 1692, la seigneurie est saisie (peut-être pour un problème de droit de relevée, l'équivalent du droit de succession actuel non acquitté). Elle semble ensuite récupérée par la famille acquéreuse en 1676 puisqu'elle va la revendre. En 1696, Isabelle Marie de Wachtère, à cette date veuve de son second mari Charles Stalin, échevin de Bourbourg, la cède avec d'autres biens à Denis Marin de Planchy, époux d'Anne du Begat de la Guette (même famille que Claude Begat, seigneur de Laghette).
En 1699, Denis Marin revend la seigneurie à Jean-Baptiste Guazzo, écuyer, seigneur de Berval, Haelen, etc. Ce dernier est également vers 1695, bailli de la salle abbatiale de l'abbaye Notre-Dame de Bourbourg et acheteur d'un autre fief dans la châtellenie. La seigneurie passe en 1728 à Charles Joseph Guazzo, neveu de Jean-Baptiste, puis à ses héritiers le comte Defferen(?) et messire Goupy. Enfin en 1767, elle est achetée par Jean-François Gamonet, régisseur des domaines de Flandre, pour son fils Louis Hector.
À côté du fief principal et dépendant de lui, existent encore trois autres domaines aux destinées différentes : l'un d'entre eux est détenu en 1527 par Antoine van Rye, seigneur de Locre (sur Looberghe) et grand bailly de Bourbourg qui le donne en 1623 à sa petite-fille Marguerite du Wez, fille de François IV du Wez, déjà rencontré, et de Marguerite van Rye. En 1649, Marguerite, alors mariée au seigneur d'Enquin (sans doute Enquin-les-Guinegatte) le donne à sa sœur Marie Cornélie du Wez épouse d'Etienne de Rutter, écuyer, lieutenant vicomte de Bourbourg.

##### Fief de l'ammanie
Le fief dépendant de la seigneurie de La Motte était détenu par la famille du Wez jusqu'à la fin du XVIIe siècle. À cette époque, la famille le vend en deux parties. Une partie est cédée à la famille de Schodt, qui fait partie des notables de Bourbourg  et l'autre partie arrive dans les mains de la famille de Paepe ou Depape, autres notables de Bourbourg.

### La période révolutionnaire
Sous la Révolution française, le nom de Saint Pierre Brouck étant estimé comme rappelant trop l'Ancien Régime et faisant trop référence à l'église, le village porta également le nom de Marais-Libre, Brouck-Libre.
En 1802-1803, il existe sur la commune un bac appelé Bac de la Bistade pour franchir l'Aa vers le Pas-de-Calais.

### L'église

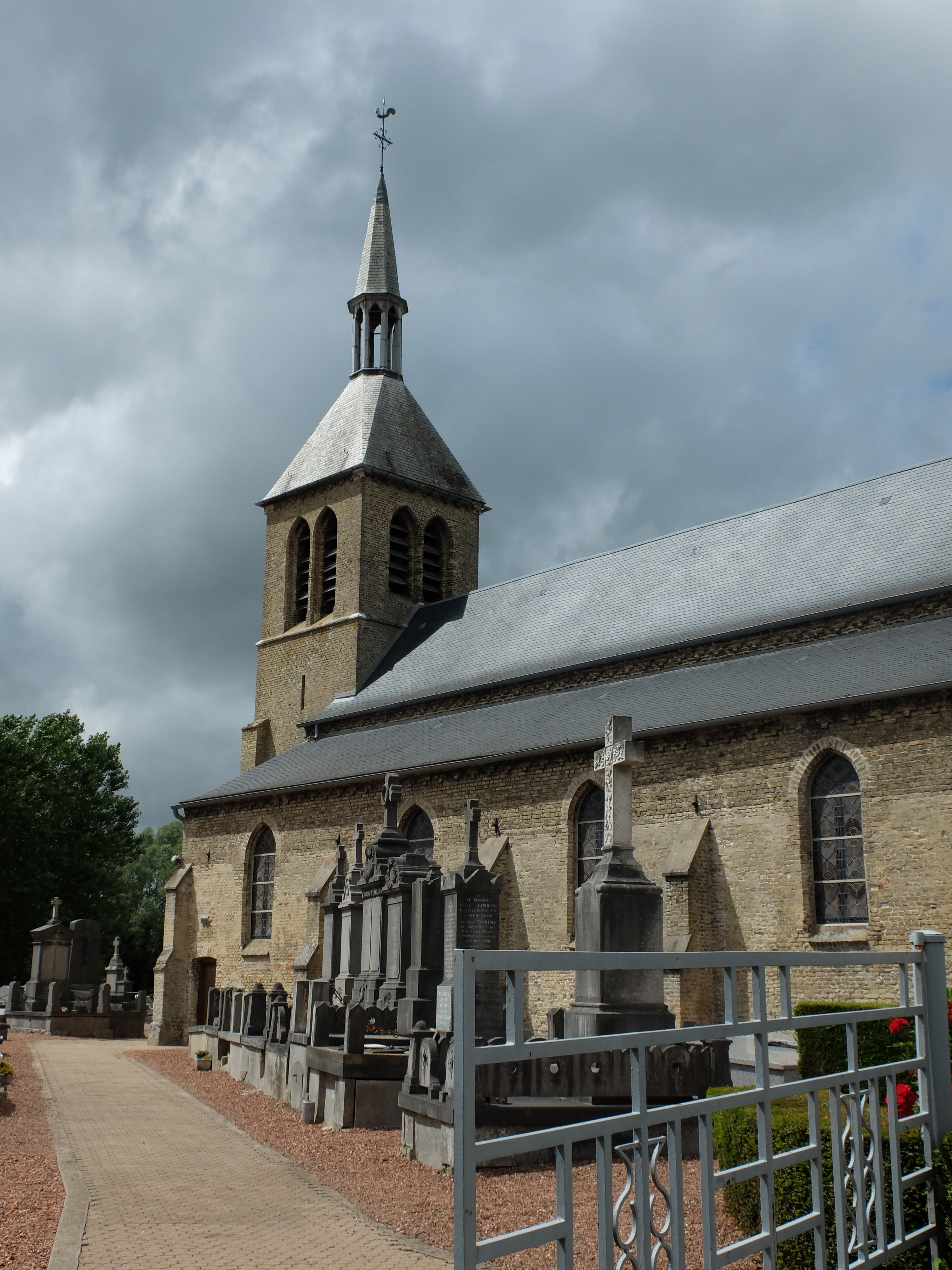
L'église.

Une partie de l'église et son chœur datent du XVe siècle. Elle est de style gothique (arc brisé, croisée d'ogives, vitraux).
Dans la châsse, se trouveraient les chaînes de Saint Pierre.
À l'intérieur, dans les murs, existent sept pierres tombales :
- celle de maître Alexandre de Timmaker, curé de l'église de 1369 à 1400 ;
- celle de Ernoul II, seigneur du Wez, mort en 1418 et de sa femme Marie Le Cherf ;
- celle de George, seigneur du Wez, fils de Ernoul II et de sa femme Marguerite de Rabecque.
- une quatrième en marbre blanc, entourée de bois portant au sommet une tête de mort sculptée et à la base, une tête de mort avec des ailes, un sablier et des ossements : il s'agit d'Isabelle Van Munster, femme de l'écuyer jean-Baptiste Guazzo du seigneur de La Motte-Berval (il s'agit de la seigneurie de la Motte décrite ci-dessus), décédée en avril 1710.
- une cinquième derrière le maître-autel : celle de maître Hazebaert, curé de 1684 à 1715.
- une sixième, dans le pavé du chœur : celle de maître Cobert, curé de 1731 à 1757.
- et une septième, près du baptistère : celle de Claude Bense natif d'Aubagne en Provence, concierge du château du Wez, mort le 18 janvier 1745, âgé de 50 ans[42].

### Le quartier de la Gare et le Vert Sifflet (depuis 1869)
Une gare existait à Saint-Pierre-brouck à la fin du XIXe. Les trains à vapeur ont circulé à partir de 1869. L'emplacement de la gare se devine de nos jours grâce aux barrières blanches face à la rue des peupliers, près de la maison dite à la belle vue de la gare. Les rails traversaient la route à cet endroit au passage à niveau : direction Saint-Omer ou Dunkerque.
Le trafic des voyageurs cessa en 1955 et celui des marchandises en 1958. La gare a été démolie peu de temps après. Le bus a remplacé les wagons. La sucrerie Say possédait également une petite voie ferrée. Ce quartier regroupait de nombreux cafés, des entreprises comme la maréchalerie, le garage (à la place des Abribus des deux côtés de la route), la sécherie. La société Sonode créée en 1966 est une importante sécherie de chicorée qui transforme la plante pour ses différentes utilisations.
En 1983, un nouveau lotissement appelé « Vert sifflet » (rue des lilas, des bleuets, des marguerites) sort de terre à la place des champs… On dit qu'il a été nommé ainsi parce que, pendant la guerre 1914-1918, en ces lieux, un commandant anglais portait au cou un sifflet de couleur verte avec lequel il commandait ses hommes.

### Le quartier de la Bistade (depuis 1870)

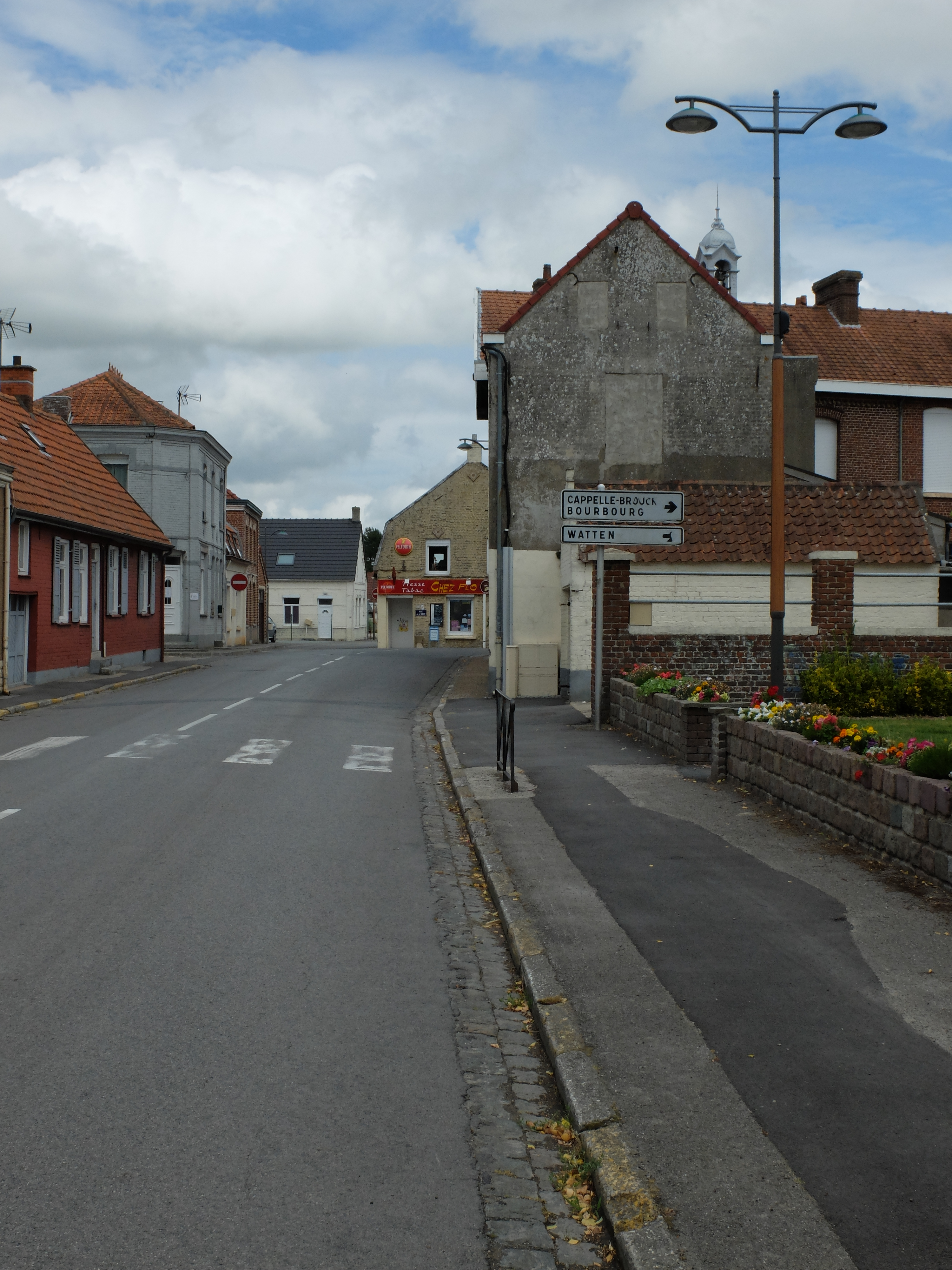
La rue de la Bistade.

Le pont de la Bistade était à l'origine tournant. Un pontier manipulait une manivelle située au centre du pont pour le tourner et ainsi laisser le passage aux péniches. Les deux avancées du pont étaient en pierres. Les rails chargés de wagonnets à betteraves de la voie Decauville, appartenant à l'usine, empruntaient ce pont.
Celui-ci a été détruit en mai 1940 par des soldats français, dont aucun ne réchappa, pour freiner l'avancée des Allemands. Un nouveau pont, levant cette fois, fut construit en 1948. Le pontier levait le pont grâce à un tableau de commandes situé dans une cabine. De chaque côté de l'Aa, se trouvait un chemin de halage : les chevaux faisaient avancer les péniches en les tirant le long de l'Aa, bordé de grands arbres. Si l'habitat a varié au cours du temps constructions, démolitions), chaque habitation avait son petit ponton sur l'Aa.
Plusieurs commerces se trouvaient à la Bistade : le café des sports de Solange, son magasin de quincaillerie, cadeaux, souvenirs, articles de pêche… ; la boulangerie–épicerie (toujours existante) ; le café Sailly et sa maréchalerie (fers à cheval) ; deux autres cafés et la boutique des Coopérateurs...

### La sucrerie Stoclin puis Say à la Bistade
Jean-Baptiste Stoclin fonde une sucrerie à la Bistade en 1870. La famille Stoclin habitait le château qui existe encore de nos jours. Ensuite, elle fut rachetée par la sucrerie Say en 1932. L'usine fermée en 1957 a ensuite été démolie.
À la saison des betteraves, le quartier débordait d'activité : les routes, en cailloux ou en pavés, étaient couvertes de boue, les péniches encombraient les quais, les betteraves étaient amenées par tous les moyens disponibles (tracteurs, chariots, wagonnets de la voie Decauville (1556 m depuis la gare), des grues mobiles les déchargeaient, une bascule à betteraves comptabilisait le poids des chargements. Il fallait également approvisionner en chaux car on transformait les betteraves en grains de sucre grâce à la chaux.
Les maisons rouges encore existantes s'appellent des corons : il s'agissait des maisons des travailleurs de la sucrerie.

### Le centre du village (depuis 1880 )
Les travaux de construction des écoles et de la mairie commencèrent en 1880 pour se terminer en 1905. La plaque de l'inauguration se trouve sur le mur de l'ancienne mairie, devenue maintenant la garderie. Dans le grenier, se trouve le clocheton, l'horloge du village.
École de garçons (classes de CE et de CM aujourd'hui) et école de filles (classes de maternelles et CP) existaient séparément. Entre les deux écoles, à la place de la nouvelle mairie, se trouvait le logement du directeur d'école. La directrice habitait à droite de la mairie. En 1937, on a ajouté un étage à l'école des filles (trois classes).
En 1957, l'école mixte Florimond-Debeyre, en hommage à M. Debeyre (instituteur et secrétaire de mairie de 1874 à 1911), a été inaugurée.
L'ouverture de la cantine scolaire en 1955 a permis aux enfants, qui venaient parfois de loin, de rester sur les lieux. Deux nouvelles classes préfabriquées furent construites en 1972 et 1978. Le parking a vu le jour en 1972.
La rue de la seigneurie s'appelait autrefois la rue des trois sans femmes du fait que trois hommes célibataires habitaient chacun une maison.
Tout comme dans les quartiers de la gare ou de la Bistade, beaucoup de commerces ont disparu dans le centre du village : la brasserie, les épiceries, la droguerie, la boucherie, la cordonnerie, le cabinet médical et sa pharmacie, etc.  Les trottoirs et places de stationnement ont remplacé les watergangs et leurs petits ponts. Le goudron a recouvert les pavés. La voie Decauville (reliant la gare à la sécherie) n'existe plus.

### Première Guerre mondiale
Pendant la Première Guerre mondiale, Saint-Pierre-Brouck est à l'arrière du front qui part de Nieuport, suit le cours de l'Yser vers les monts des Flandres. En 1916 et 1917, le village placé sous l'autorité du commandement d'étapes (élément de l'armée organisant le stationnement de troupes, comprenant souvent des chevaux, pendant un temps plus ou moins long, sur les communes dépendant du commandement, en arrière du front) de Gravelines, de même que Bourbourg-ville et Bourbourg-Campagne, Cappelle-Brouck, Loon-Plage, Grande Synthe, est le lieu de passage et de cantonnement de troupes, soldats français et belges, de répartition entre les communes concernées de travailleurs agricoles (136), de décision de fermetures temporaires d'établissements, notamment les cabarets. En juin 1917, la commune a reçu 300 masques à gaz pour la population civile. La commune dépendait également du commandement d'étapes ayant son siège à Looberghe, de même que Drincham, Eringhem... Elle a également été placée un temps sous l'autorité du commandement d'étapes de Saint-Folquin et en 1917-1918 sous l'autorité de celui de Spycker-Steene.

#### Le camp de Zenneghem
Le camp a rapport avec le château du Wez évoqué ci-dessus. Il appartenait à la famille d'Henry Cochin (député du Nord et maire du village) quand la guerre 1914-1918 a eu lieu : 
- c'est là que se situait le camp de dépôt de munitions de Zenneghem ;
- c'est là, dans le château du Wez, que le comte Charles de Broqueville, ministre de la guerre de Belgique demeure en 1915-1916 ; ses bureaux sont à la poste de Saint-Pierre-Brouck. De ce fait, le village a vu défiler nombre de hautes personnalités, tant belges que des pays alliés[46]. Le ministre partit ensuite au château de Steenbourg du fait de la décision anglaise d'installer un camp de munitions

Les troupes anglaises choisissent en effet d'installer un camp de dépôt de munitions sur la commune : le château se situe, sur l'Aa, face au canal de Calais, et donc face à l'Angleterre ; ainsi on construit un port près du château. Le camp s'étend du château jusqu'à la route de Watten, et même jusque Cappelle-Brouck , Holque, et au centre de notre village. Les paysans cultivent encore leurs champs et demeurent dans leurs fermes tant bien que mal. Parmi les personnes travaillant dans ce camp se trouvent des soldats venus du Canada, de nombreux noirs d'Afrique du Sud puis des Chinois recrutés en Chine du Nord avec des camps pour les héberger. La présence du camp entraina de nombreux bombardements allemands en 1917-1918. Après l'armistice des anglais sont restés sur place jusqu'en 1922.

## Politique et administration
Maire de 1802 à 1807 : Picquendart,.
Maire en 1881 : Dereuder.
Maire en 1887-1888 : Octave Sailly.
Maire de 1922 à 1935 : Désiré Caron.
Maire de 1935 à 1939 : Isaïe Blondé.
Maire de 1951 à 1954 : R. Bracq.
Maire de 1954 à 1961 : Aymar Ryckebusch.

Maire de 1961 à 1978 au moins : Denis Dewynter.
| Période                                  | Période  | Identité       | Étiquette | Qualité |
| ---------------------------------------- | -------- | -------------- | --------- | ------- |
| 1854                                     |          | Geerssen       |           |         |
| 1883                                     |          | Octave Sailly  |           |         |
| 1889                                     | 1913     | Henry Cochin   |           |         |
| mars 2001                                | En cours | Gérard Grondel |           |         |
| Les données manquantes sont à compléter. |          |                |           |         |

## Population et société

### Démographie

#### Évolution démographique
L'évolution du nombre d'habitants est connue à travers les recensements de la population effectués dans la commune depuis 1793. Pour les communes de moins de 10 000 habitants, une enquête de recensement portant sur toute la population est réalisée tous les cinq ans, les populations de référence des années intermédiaires étant quant à elles estimées par interpolation ou extrapolation. Pour la commune, le premier recensement exhaustif entrant dans le cadre du nouveau dispositif a été réalisé en 2006.

En 2022, la commune comptait 983 habitants, en évolution de −1,01 % par rapport à 2016 (Nord : +0,51 %, France hors Mayotte : +2,11 %).
| 1793 | 1800 | 1806 | 1821 | 1831 | 1836 | 1841 | 1846 | 1851 |
| ---- | ---- | ---- | ---- | ---- | ---- | ---- | ---- | ---- |
| 348  | 308  | 377  | 418  | 466  | 502  | 498  | 483  | 508  |

| 1856 | 1861 | 1866 | 1872 | 1876 | 1881 | 1886 | 1891 | 1896 |
| ---- | ---- | ---- | ---- | ---- | ---- | ---- | ---- | ---- |
| 558  | 551  | 541  | 641  | 645  | 666  | 673  | 689  | 756  |

| 1901 | 1906 | 1911 | 1921 | 1926 | 1931 | 1936 | 1946 | 1954 |
| ---- | ---- | ---- | ---- | ---- | ---- | ---- | ---- | ---- |
| 815  | 856  | 882  | 868  | 827  | 783  | 775  | 806  | 743  |

| 1962 | 1968 | 1975 | 1982 | 1990 | 1999 | 2006 | 2011  | 2016 |
| ---- | ---- | ---- | ---- | ---- | ---- | ---- | ----- | ---- |
| 733  | 729  | 703  | 867  | 814  | 811  | 882  | 1 017 | 993  |

| 2021 | 2022 | - | - | - | - | - | - | - |
| ---- | ---- | - | - | - | - | - | - | - |
| 984  | 983  | - | - | - | - | - | - | - |

#### Pyramide des âges
La population de la commune est relativement jeune.
En 2018, le taux de personnes d'un âge inférieur à 30 ans s'élève à 40,8 %, soit au-dessus de la moyenne départementale (39,5 %). À l'inverse, le taux de personnes d'âge supérieur à 60 ans est de 17,5 % la même année, alors qu'il est de 22,5 % au niveau départemental.
En 2018, la commune comptait 492 hommes pour 499 femmes, soit un taux de 50,35 % de femmes, légèrement inférieur au taux départemental (51,77 %).
Les pyramides des âges de la commune et du département s'établissent comme suit.
| Hommes | Classe d’âge | Femmes |
| ------ | ------------ | ------ |
| 0,0    | 90 ou +      | 0,4    |
| 4,1    | 75-89 ans    | 4,6    |
| 12,0   | 60-74 ans    | 13,9   |
| 21,9   | 45-59 ans    | 18,4   |
| 20,9   | 30-44 ans    | 22,2   |
| 15,0   | 15-29 ans    | 16,2   |
| 26,1   | 0-14 ans     | 24,3   |

| Hommes | Classe d’âge | Femmes |
| ------ | ------------ | ------ |
| 0,5    | 90 ou +      | 1,4    |
| 5,3    | 75-89 ans    | 8,1    |
| 14,8   | 60-74 ans    | 16,2   |
| 19,1   | 45-59 ans    | 18,4   |
| 19,5   | 30-44 ans    | 18,7   |
| 20,7   | 15-29 ans    | 19,1   |
| 20,2   | 0-14 ans     | 18     |

## Culture locale et patrimoine

### Lieux et monuments
- Du château fort des Wez il subsiste la ferme, les écuries et les douves. Ce château, construit au XIVe siècle, fut brûlé sous Louis XIV et reconstruit en 1718[66].

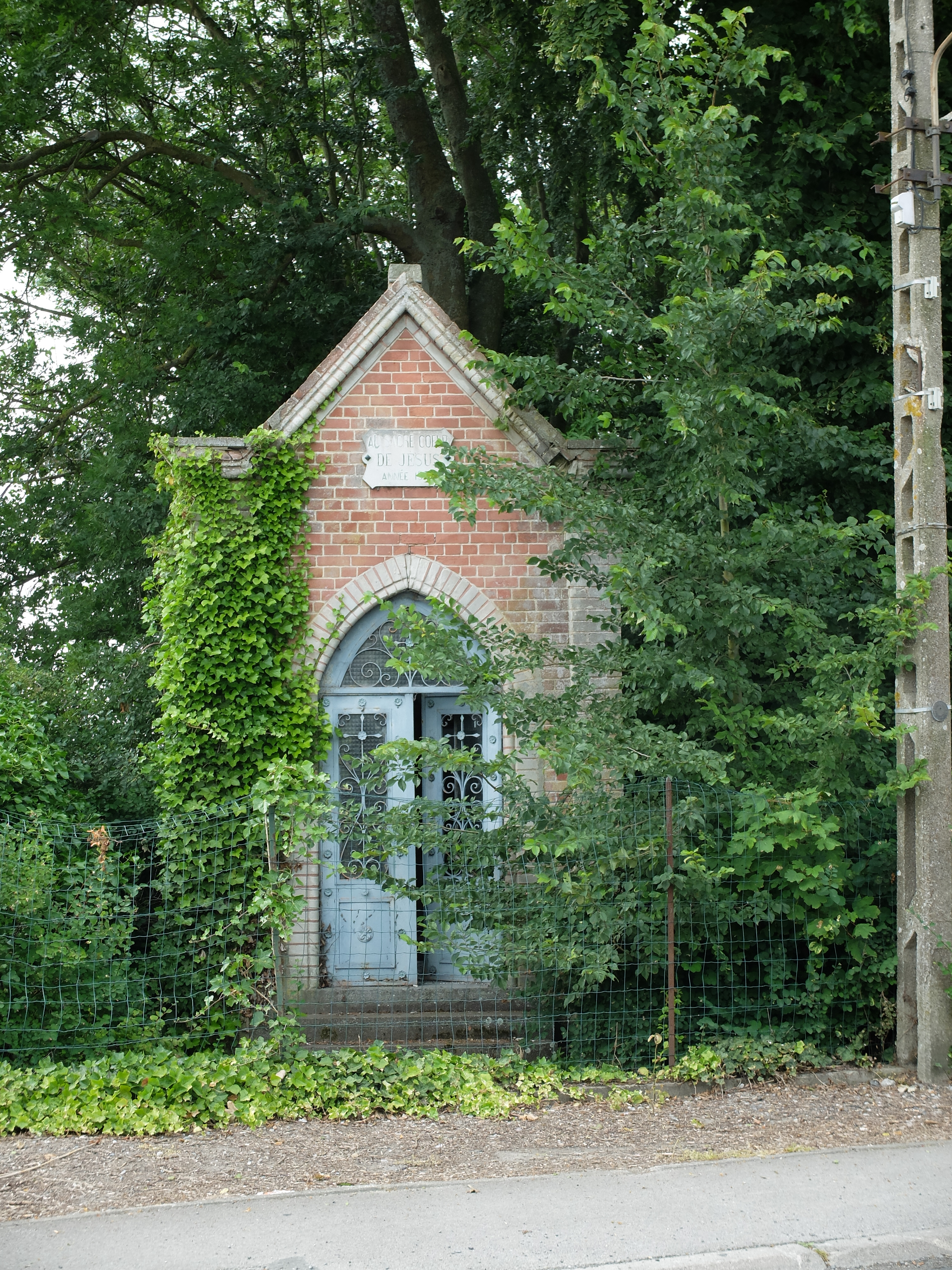
Une chapelle.

- Reliques dans l'église, notamment des liens qui « auraient » appartenu à saint Pierre.
- Une chapelle, rue de la gare.

### Héraldique
|  | Les armes de Saint-Pierre-Brouck se blasonnent ainsi : De sable à quatre clefs d'argent, le panneton en haut et à dextre, ordonnées 2 et 2. |

## Pour approfondir